# Satish Kumar (boxe anglaise)
Satish Kumar est un boxeur amateur indien né le 4 mai 1989. Il est le premier boxeur indien à se qualifier pour le tournoi olympique des super-lourds hommes lors des Jeux olympiques d'été de 2020 lors desquels il est éliminé en quart de finale par le futur champion olympique. 

## Biographie
Fils d'agriculteur, Satish Kumar naît à Bulandshahr. Suivant le parcours de son grand frère, il s'engage dans l'armée. Cipaye en poste à Ranikhet (en), il est enjoint d'essayer la boxe en 2008 après avoir été repéré pour sa taille et sa stature physique. Quelques années plus tard, il remporte le titre de champion d'Inde à Chennai et commence son parcours international.
Sa carrière amateur est principalement marquée par deux médailles de bronze remportées aux championnats d'Asie de 2015 et de 2019 dans la catégorie des poids super-lourds. Pour ses performances, il reçoit en 2018 l'Arjuna Award (en).
Après avoir manqué les Jeux olympiques de Rio sur blessure, Satish Kumar devient le premier boxeur indien à se qualifier pour le tournoi olympique des super-lourds hommes lors des Jeux olympiques d'été de 2020. Il est battu en quart de finale par le champion du monde 2019 et no 1 en titre, Bakhodir Jalolov. Nettement dominé, Kumar reçoit treize points de suture après le combat, sept à la mâchoire et six au front. Malgré la défaite, le boxeur indien reçoit les félicitations des acteurs Farhan Akhtar et Randeep Hooda pour son courage.

## Palmarès

### Championnats d'Asie
- Médaille de bronze en +91 kg en 2019 à Bangkok, Thaïlande
- Médaille de bronze en +91 kg en 2015 à Bangkok, Thaïlande

### Jeux asiatiques
- Médaille de bronze en +91 kg en 2014 à Incheon, Corée du Sud

### Jeux du Commonwealth
- Médaille d'argent en +91 kg en 2018 à Gold Coast, Australie